# La Gralla
La Gralla era un periòdic setmanal i literari en català publicat per Enric Ràfols i Parés i altres emigrats catalans a Montevideo entre 1885 i 1888. El director fou Josep Baitx i Balil, treballador en un magatzem de draps disconforme amb la política poc catalanista del Centre Català de Montevideo.
Fou una de les primeres publicacions en català que defensava obertament la independència de Catalunya i portaveu de la Societat Catalana Rat-Penat. El 25 de desembre de 1887 organitzaren els primers Jocs Florals de la Llengua Catalana a Uruguai, presidits per Antoni de Paula Alèu.